# Абасов, Курбан Абас Кули оглы
Курбан Абас Кули оглы Абасов (азерб. Qurban Abbasqulu oğlu Abbasov; 26 октября 1926, Нахичеванская АССР — 14 сентября 1994, Баку) — советский азербайджанский нефтяник, Герой Социалистического Труда (1959). Почётный нефтяник СССР. Мастер нефти Азербайджанской ССР, заслуженный инженер Азербайджанской ССР (1975). Лауреат Сталинской премии первой степени (1951) и двух Государственных премий Азербайджанской ССР (1972, 1991).

## Биография
Родился 26 октября 1926 года в селе Паиз Нахичеванской АССР Азербайджанской ССР.
Окончил Азербайджанский государственный институт нефти и химии имени Азизбекова (1962).
Начал трудовую деятельность в 1943 году колхозником. С 1944 года — рабочий треста «Артёмнефть», позже — помощник бурильщика, бурильщик, с 1950 года — буровой мастер буровой конторы объединения «Азнефть». С 1952 года — начальник участка конторы бурения № 1 нефтепромыслового управления «Гюргяннефть», с 1959 года — директор конторы бурения нефтепромыслового управления «Орджоникидзенефть», с 1962 года — директор конторы бурения нефтепромыслового управления имени Серебровского. С 1967 года — управляющий трестом «Каспморнефтеразведка», с 1976 года — заместитель начальника производственного объединения «Каспморнефть» и одновременно — начальник нефтегазодобывающего управления «Нефтяные камни», с 1980 года — начальник, с 1988 года — генеральный директор всесоюзного промышленного объединения «Каспморнефтегазпром». С 1992 года — главный советник Государственной нефтяной компании Азербайджана.
Курбан Абасов проявил себя на работе опытным и трудолюбивым рабочим, смелым организатором и требовательным к себе и окружающим руководителем. Абасов стал одним из первых нефтяников, организовавших добычу нефти и газа в открытом море и вместе с Михаилом Каверочкиным стал первым участвовавшим в бурении первых скважин на Нефтяных камнях в 1949 году, где 7 ноября первая скважина дала фонтан нефти. В 1950 году буровой мастер добился рекорда в своей конторе, добившись увеличения проходки каждой из 9 буровых машин до 1400 метров. На счету Абасова заслуги в освоении полупогружённых буровых установок типа «Шельф-1» и «Шельф-2» в условиях Каспийского моря, в разведке ряда месторождений. Долгое время различные коллективы, руководимые Курбаном Абасовым выбивались в передовые, добивались высоких результатов, достигали новых высот. В период десятой пятилетки коллектив НГДУ «Нефтяные камни» под руководством Абасова выполнил план десятой пятилетки за 2,5 года, дав государству 200 тысяч тонн нефти сверх плана, в это же время на НГДУ введены новые технологии, начато применение передовой практики. За время одиннадцатой и двенадцатой пятилеток коллектив в ВПО «Каспморнефтегаз», при непосредственном участии Курбана Абасова открыта группа шельфовых нефтегазоконденсатных месторождений — Азери—Чырак—Гюнешли, и при его же непосредственном участии шла подготовка к подписанию Контракта века 1994 года, по условиям которого эта группа месторождений сдавалась в совместную разработку.
Указом Президиума Верховного Совета СССР от 19 марта 1959 года за выдающиеся успехи, достигнутые в деле развития нефтяной и газовой промышленности Абасову Курбану Абас Кули оглы присвоено звание Героя Социалистического Труда со вручением ордена Ленина и золотой медали «Серп и Молот».
Активно участвовал в общественной жизни Азербайджана и Советского Союза. Член КПСС с 1948 года. Делегат XXII, XXIV, XXV и XXVI съездов КПСС, XX, XXI, XXII, XXIII, XXIV, XXV, XXVI, XXVII, XXVIII, XXIX, XXX и XXXI съездов КП Азербайджана. Член ЦК (1954—1963, 1981—1991) и ревизионной комиссии (1963—1981) Компартии Азербайджана. Депутат Верховного Совета СССР 4-го, 5-го, 10-го и 11-го созывов, народный депутат СССР (1988-1991), депутат Верховного Совета Азербайджанской ССР 6-го, 7-го, 8-го и 9-го созывов. Член Президиума Комитета дружбы народов Азии и Африки (1958—1966).
Скончался 14 сентября 1994 года в городе Баку.
В честь Абасова названы плавучий кран, дворец культуры, улица, школа и мост, установлена мемориальная доска. Нефтянику посвящена песня «Нефтчи Курбан» композитора А. Рзаевой.